# Tectaria nesiotica
Tectaria nesiotica är en ormbunkeart som beskrevs av Holtt. Tectaria nesiotica ingår i släktet Tectaria och familjen Tectariaceae. Inga underarter finns listade.